# Rigesa
A MWV Rigesa, ou Rigesa Celulose Papel e Embalagens, é uma subsidiária da MeadWestvaco Corporation e foi fundada em 1942 na cidade de Valinhos-SP, Brasil. Ao todo, possui 7 fábricas localizadas em diversas cidades do país. Além disso, possui 19 escritórios de vendas e representantes comerciais estrategicamente localizados. Emprega cerca de 2.800 funcionários e ocupa a segunda colocação no mercado nacional de papelão ondulado. A sua sede administrativa fica localizada na cidade de Campinas.